# الیزابت بوینتون هاربرت
الیزابت بوینتون هاربرت (انگلیسی: Elizabeth Boynton Harbert؛ ۱۵ آوریل ۱۸۴۳ – ۱۹ ژانویه، ۱۹۲۵) مولف، استاد، اصلاح طلب و انسان‌دوستی اهل ایالت ایندیانا ایالات متحده آمریکا بود.
الیزابت نویسنده آمریکایی قرن نوزدهم بود او اولین زنان بود که برای طراحی یک پانک زن طراحی شده و از تصویب آن توسط یک حزب سیاسی عمده در یک ایالت ایالات متحده حمایت می‌کرد.